# Koniuszyn
Koniuszyn (deutsch Kommusin) ist ein Ort in der polnischen Woiwodschaft Ermland-Masuren und gehört zur Gmina Nidzica (Stadt- und Landgemeinde Neidenburg) im Powiat Nidzicki (Kreis Neidenburg).

## Geographische Lage
Koniuszyn liegt am Kommusin-See (polnisch Jezioro Koniuszyn) im Südwesten der Woiwodschaft Ermland-Masuren, zehn Kilometer nordöstlich der Kreisstadt Nidzica (deutsch Neidenburg).

## Geschichte
Konoschin, nach 1574 Comusen, um 1785 Commusin, nach 1785 Comusin und nach 1871 Kommusin genannt, wurde 1372 gegründet und war später ein Ort mit einem bedeutenden Forstamt, das zum Staatsforst Kommusin gehörte. Im Jahre 1372 bestand hier bereits ein Eisenwerk, das als das älteste in der Provinz galt.
1874 wurde der Gutsbezirk Kommusin in den neu errichteten Amtsbezirk Orlau (polnisch Orłowo) im ostpreußischen Kreis Neidenburg eingegliedert. Im Jahre 1910 zählte der Forstgutsbezirk Kommusin 68 Einwohner.
Am 30. September 1929 schloss sich der „Gutsbezirk Kommusin, Forst“ mit den benachbarten Forstgutsbezirken zum „Gutsbezirk Hartigswalde, Anteil Kreis Neidenburg, Forst“ zusammen.
Als 1945 in Kriegsfolge das gesamte südliche Ostpreußen an Polen fiel, erhielt Kommusin die polnische Namensform „Koniuszyn“. Als „Osada leśna“ (= Waldsiedlung) ist der Ort heute in die Gmina Nidzica (Stadt- und Landgemeinde Neidenburg) im Powiat Nidzicki (Kreis Neidenburg) integriert, bis 1998 der Woiwodschaft Olsztyn, seither der Woiwodschaft Ermland-Masuren zugehörig.

## Kirche
Bis 1945 war Kommusin in die evangelische Kirche Lahna in der Kirchenprovinz Ostpreußen der Kirche der Altpreußischen Union sowie in die römisch-katholische Kirche Neidenburg im Bistum Ermland eingepfarrt.
Heute gehört Koniuszyn katholischerseits zur Pfarrei Łyna im Erzbistum Ermland, evangelischerseits zur Heilig-Kreuz-Kirche Nidzica in der Diözese Masuren der Evangelisch-Augsburgischen Kirche in Polen.

## Verkehr
Koniuszyn liegt an einer Nebenstraße, die die Woiwodschaftsstraße 545 bei Moczysko (Adlershorst) über Łyna (Lahna/Allendorf) mit der Schnellstraße 7 bei Rączki (Rontzken, 1938 bis 1945 Hornheim) verbindet. Eine Anbindung an den Bahnverkehr besteht nicht.